# Pierre Botton
 (février 2025).
Pour les articles homonymes, voir Botton.
Pierre Botton est un homme d'affaires français, né le 30 mai 1955 à Lyon.
Il est connu pour son ascension dans les affaires au cours des années 1980, son soutien à la carrière politique de son beau-père Michel Noir et pour son implication dans une affaire judiciaire — « l'affaire Botton » — qui a fait l'actualité des journaux dans les années 1990.
Condamné à une peine de prison pour abus de biens sociaux, il est incarcéré durant près de deux années. Une fois libéré, il œuvre à l'amélioration des conditions de détention dans les établissements pénitentiaires et à la prévention de la récidive, principalement avec une société dont il est le gérant, « Les prisons du cœur », et une association, Ensemble contre la récidive.
Il est à nouveau condamné, en juin 2020, à cinq ans de prison ferme ramenés par la cour d'appel à 3 ans dans le cadre d'une procédure pour abus de biens sociaux et recel d'abus de biens sociaux : il est à nouveau incarcéré du 2 juin 2020 au 12 juin 2022 dans le QB4, dit « quartier VIP » de la prison de la Santé.

## Biographie

### L'ascension
À la fin de ses études, Pierre Botton reprend l'entreprise familiale spécialisée dans l’agencement de pharmacies. En 1982, il rencontre pour la première fois Michel Noir, député de Lyon et étoile montante du RPR. Il mise tout sur celui-ci, persuadé qu'il a l'étoffe d'un homme politique de premier plan.
Par ailleurs, il met en place un montage de sociétés qui lui permet, par le recours à des prêts bancaires et des facturations fictives systématiques, de se constituer un patrimoine immobilier important. Mettant en avant ses liens avec la classe politique, il monnaie ses services auprès d'entreprises de BTP qui versent, de 1986 à 1991, en tout 8,6 millions de francs (1,3 million d'euros) au moyen de virements occultes sur des comptes ouverts par Pierre Botton en Suisse,.

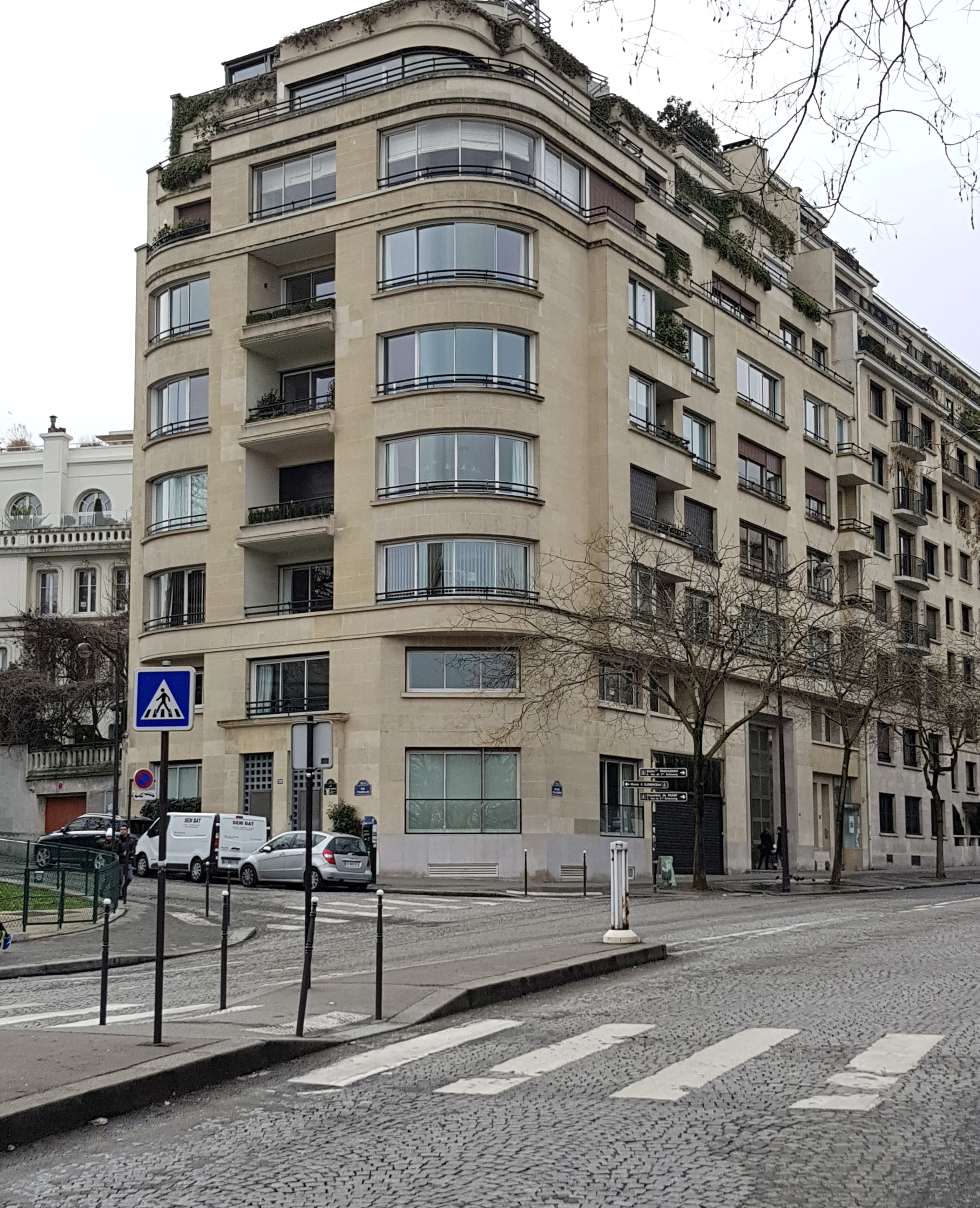
Pierre Botton a résidé plusieurs années au dernier étage de ce luxueux immeuble du 1, avenue Paul-Doumer, dans le 16e arrondissement de Paris.

Il s'intéresse de près aux vedettes du show-business et développe un large réseau de connaissances influentes. Il se lie notamment avec Coluche, Jean-Luc Lahaye ou au journaliste Patrick Poivre d'Arvor. Il met son réseau à disposition de Michel Noir afin de favoriser la médiatisation de celui-ci.
En mars 1986, quand Michel Noir devient ministre du Commerce extérieur dans le gouvernement de Jacques Chirac, Pierre Botton devient son conseiller personnel. Il épouse sa fille aînée, Anne-Valérie, avec qui il aura un enfant et dont il divorcera en 2004, avant d'avoir un autre enfant avec une autre fille de Michel Noir. Il profite de cette période au cœur du pouvoir pour faire fructifier ses affaires et développer son tissu relationnel.
En 1988, il mise sur les élections municipales de 1989 pour faire élire son beau-père à la mairie de Lyon. Il devient son directeur de campagne et voit ses efforts couronnés de succès.
Mais, à peine Michel Noir élu, de profondes divergences sur l'application du programme électoral les conduisent à la rupture politique. Débute alors un bras de fer entre le gendre et son beau-père, ce dernier commençant à le trouver encombrant, pendant que Pierre Botton rejoint le clan de Jacques Chirac au sein du RPR.
Parallèlement à ces évolutions politiques, le juge Philippe Courroye mène une série d'enquêtes sur les activités financières de Pierre Botton. Celles-ci vont conduire à sa mise en examen et à l'éclatement de l'affaire Botton. L'instruction du juge met en lumière un système où des personnalités politiques, comme Michel Noir, utilisent les relations médiatiques de Pierre Botton pour promouvoir leur carrière et faciliter leur accession au pouvoir.

### Procès et prison
En découlent plusieurs procès qui alimentent les actualités médiatiques durant toutes les années 1990. Pierre Botton se voit finalement condamné pour abus de biens sociaux et recel à une peine de cinq ans d'emprisonnement dont dix-huit mois avec sursis. Les autres protagonistes de l'affaire — Michel Noir, le maire de Cannes Michel Mouillot et Patrick Poivre d'Arvor — se voient également condamnés pour recel d'abus de biens sociaux à diverses peines de prison avec sursis, des amendes et la privation de leurs droits civiques et civils (entre autres l'inéligibilité).
Cette affaire va inspirer plusieurs films dont La Sainte Victoire de François Favrat en 2009, avec Clovis Cornillac et Christian Clavier.
Durant ses 602 jours en détention, Pierre Botton fréquente sept maisons d'arrêt (Lyon-Corbas[réf. nécessaire], Villefranche, Grasse, Fresnes, Paris la Santé, Dijon et Nanterre). Le 25 décembre 1992, en proie à un état dépressif profond, il pense mettre fin à ses jours. Un gardien remarquant alors son état lui apporte du réconfort, mettant ainsi fin à la crise.

### Vie après la prison
Pierre Botton raconte également son histoire dans plusieurs livres comme Lettre ouverte d'un bouc-émissaire à Tapie Bernard et Charasse Michel, « ministres intègres » ou Il y a toujours des complices... Son écriture évolue par la suite vers la description du monde carcéral et des conditions de vie des détenus (Moi, ancien détenu, bâtisseur de prisons nouvelles).
Fortement marqué par son passage en détention, et notamment le choc carcéral, Pierre Botton souhaite que son expérience permette de tirer des enseignements positifs pour l'avenir du système carcéral français. Il commence à militer sur ces problématiques, attirant notamment l'attention du public sur la précarité des conditions de vie des détenus dans certains établissements.
En 2004, il crée une entreprise de conseil aux entreprises. À l'automne 2007, la société, qui rencontre des difficultés financières, est placée en liquidation judiciaire. Elle sera finalement liquidée à la fin de l'année 2010.
Il crée en janvier 2010 une association, « Les Prisons du cœur », dont le but est d'améliorer les conditions de détention des détenus primo-délinquants ou en attente de jugement pour des courtes peines (hors crime de sang ou crime sexuel), ainsi que de prévenir et lutter contre la récidive des personnes libérées. En réalité, l'instruction judiciaire qui aboutit au procès de 2020 montre que ce n'est pas une association mais une société gérée par Pierre Botton.
Au printemps 2009, le Parquet de Paris ouvre une enquête contre Pierre Botton et sa société de conseil à la suite du dépôt d'une plainte. Il est soupçonné d'escroquerie à l'encontre d'un ancien client. La médiatisation de cette enquête à l'été 2010 intervient au moment où la garde des Sceaux, Michèle Alliot-Marie, accepte que des projets en milieu carcéral soient lancés. Afin de ne pas gêner la réalisation du projet, Pierre Botton confie qu'il souhaite s'en retirer après l'achèvement de la phase initiale prévue pour mars 2010.
Constatant la défiance de certains partenaires vis-à-vis du nom « Les prisons du cœur », il décide de fonder en 2013 une association, Ensemble contre la récidive.
En 2013, il soutient publiquement Stéphane Scotto, ancien directeur de la maison d’arrêt Charles-III à Nancy, jugé pour homicide involontaire et relaxé. Stéphane Scotto deviendra directeur de l’état-major de sécurité à la direction de l'Administration pénitentiaire, puis directeur du centre pénitentiaire de Fresnes, directeur inter régional d'Occitanie, directeur inter régional des Services pénitentiaires de la région Île-de-France.

### Nouvelle procédure judiciaire et condamnation
À l'été 2017, Pierre Botton est visé par une enquête du parquet de Paris pour abus de biens sociaux et recel d'abus de biens sociaux. Cette procédure fait suite au signalement par Tracfin (service de lutte contre le blanchiment du ministère français des Finances) de mouvements financiers potentiellement frauduleux entre les comptes de sa société (« Au coeur des prisons »), l'association « Ensemble contre la récidive » et ses comptes personnels.
L'association « Ensemble contre la récidive » cesse ses activités au mois de janvier 2018.
En 2019, la justice décide le renvoi de Pierre Botton en correctionnelle dans le cadre de cette procédure,.
Le Parquet lui reproche d'avoir détourné un peu plus de la moitié des dons faits à l'association « Ensemble contre la récidive » pour ses besoins personnels. Pierre Botton dément les accusations et indique que ses comptables ont validé ses comptes et que tout est en ordre. La cour d'appel de Paris lui donnera raison sur ce point.
Reporté une première fois à la suite d'un mouvement social des avocats, le procès se tient devant le tribunal correctionnel de Paris en mars 2020,,. Les débats mettent en lumière le système comptable et juridique qui a permis à Pierre Botton de s'assurer un train de vie luxueux (travaux dans une villa cannoise, location d'un appartement parisien). Environ 60 % des dons faits à l'association « Ensemble contre la récidive » ont été versés à la société « Les prisons de cœur » puis utilisés par Pierre Botton pour ses propres dépenses.
Le procureur requiert une peine d'emprisonnement ferme de quatre ans. Le 2 juin 2020, Pierre Botton est condamné à cinq ans de prison ferme,, tandis que son ancienne épouse, Anne-Valérie Noir, écope pour sa part de quinze mois de prison avec sursis.
Le tribunal va au-delà des réquisitions du parquet, le président Benjamin Blanchet expliquant que le coupable a porté une atteinte grave à l'ordre public, économique et social, et que cela est d'autant plus condamnable qu'il s'agit d'une personne bénéficiant d'une forte exposition médiatique.
Mais le 9 novembre 2020, la cour d'appel de Paris relaxe Pierre Botton des faits qualifiés d'abus de confiance pour octroi de fonds à hauteur de 54 à 64 % (fait coté Un à la rubrique une de la poursuite[pas clair]) à l'association « Ensemble contre la récidive », le relaxe également d'abus de confiance au préjudice de la société IKF Holding et d'abus de confiance vis à vis de la SC PAPI (fait coté un et cinq) de souscription d'un emprunt auprès de Pierre-Alain Blum et la constitution d'un solde débiteur au compte courant d'associé de cette société et de la constitution d'un solde débiteur au compte courant d'associé de cette société dans la société ACDP, déboute le Trésor public de ses demandes d'amendes et de dommages et intérêts et n'octroie qu'un euro symbolique au Trésor public. Aucun partenaire, ni aucune société du CAC 40 de son association ne se portera partie civile.[réf. nécessaire]
De plus le tribunal relève que Pierre Botton n'a pas agi en état de récidive puisqu'il était, après vingt-cinq ans, réhabilité de plein droit.
Il ramène sa peine à trois ans de prison ferme, supprime toutes les amendes et les sursis, mais le maintient de fait en détention dans le fameux quartier QB4 de la prison de la Santé.
Il est placé en semi-liberté le 22 novembre 2021.[réf. nécessaire]

## Engagements dans les problématiques carcérales
Dans le courant des années 2000, Pierre Botton s'investit dans les problématiques du système pénitentiaire français. Dans un premier temps, cet engagement est principalement motivé par un besoin personnel de donner une signification à sa peine et celui de témoigner des conditions parfois humiliantes dans lesquelles se déroule la détention.
Il reconnaît ainsi l'utilité de son passage en prison qui « lui a remis les pieds sur terre et redonné un sens de la réalité ».
Avec le temps, il s'engage alors pour l'amélioration du système carcéral : meilleure répartition des détenus dans les établissements pénitentiaires dédiés et adaptés à l'infraction pour laquelle ils ont été condamnés, développement d'activités pour les détenus, amélioration de la prise en charge en vue de la réinsertion ou encore la promotion des peines de substitution comme le dispositif du bracelet électronique.
Pour soutenir et organiser son action, il crée deux associations (« Les Prisons du cœur » et « Ensemble contre la récidive ») dont le but est de prévenir la récidive et améliorer le quotidien des détenus.
Son activité associative, largement soutenue par du mécénat privé, le pousse à se montrer critique quant à la gestion pénitentiaire de l'État français.
Sa notoriété passée et ses contacts lui permettent de médiatiser son message et d'être entendu par des décideurs politiques.
Il est ainsi invité par l'École nationale d'administration pénitentiaire en juin 2015 pour tenir une conférence aux étudiants. En janvier 2017, il est convié à intégrer 
la commission du livre blanc sur l'immobilier pénitentiaire.
Ce document, remis au garde des sceaux Jean-Jacques Urvoas en avril de la même année, constitue une réflexion globale sur l'architecture des prisons et les conditions de vie en détention.
L'association Ensemble contre la récidive bénéficie de cette mise en valeur de ses actions. Par exemple, Pierre Botton rencontre le président de la République François Hollande et le garde des sceaux Jean-Jacques Urvoas à la maison d'arrêt de Villepinte en mars 2017,.
À cette occasion, il leur présente un projet de médiation équine soutenu par l'association.

### Humaniser les conditions de détentions

#### Répondre au choc carcéral
Pour l'administration pénitentiaire française, la fin des années 2000 est marquée par une série de mauvaises évaluations. Ainsi, le taux de suicide en détention présente un niveau élevé, ce qui pousse plusieurs associations à mettre en cause la gestion pénitentiaire de l'administration, bien que les autorités mettent plutôt l'accent sur les déterminants individuels et psychologiques de ces situations.
Dans ce contexte délicat, Pierre Botton porte en 2010 devant la garde des sceaux Michèle Alliot-Marie, un projet visant à humaniser les conditions de détention.
Insistant sur la surreprésentation des premières semaines de détention dans la distribution des tentatives de suicides, Pierre Botton propose plusieurs mesures qui visent à limiter l'impact du choc carcéral (choc psychologique consécutif à l'enfermement et la privation de libertés), notamment l'autorisation pour les parents détenus de signer les carnets de note de leurs enfants et les documents médicaux ou la possibilité de laisser entrer les dessins d’enfant pendant les parloirs.
Celle-ci lui ouvre alors les portes de la maison d'arrêt de Nanterre pour expérimenter ce projet.
À l'été 2017, les évaluations menées s'avèrent positives : le personnel de l’établissement comme le contrôleur général des lieux de privation de liberté, Jean-Marie Delarue, estiment ces réalisations bénéfiques. Le Ministère de la Justice prend alors la décision d'étendre le projet à une vingtaine d'autres établissements.

#### Transparence dans les établissements pénitentiaires
Le 31 janvier 2013, le président de l'Assemblée nationale Claude Bartolone organise une conférence de presse dédiée au projet « Transparence dans les prisons » à laquelle Pierre Botton est invité pour représenter l'association les Prisons du cœur. Soutenu par 330 députés, ce projet vise à permettre aux journalistes d'accompagner, deux fois par an, les élus lors de leur visite en prison.
Après deux ans de travail, une loi permettant aux journalistes d'accompagner les parlementaires dans les prisons est adoptée en première lecture et à l'unanimité le 18 décembre 2014, récompensant le travail de l'association sur le sujet. Quelques semaines plus tard, le 17 avril 2015, elle entre en application. Dorénavant les journalistes peuvent accompagner les parlementaires qui exercent leur droit de visite en prison.

### Prévention de la récidive
Pierre Botton explique que la fin de l'incarcération est une étape décisive mais souvent difficile à vivre pour l'ancien détenu. À l'opposé d'une vision simpliste et joyeuse de la libération, il décrit un quotidien pénible, fait d'ennui et de solitude. L'impression d'être à l'extérieur des deux mondes (celui de la prison et celui de la société « normale ») est forte et complique la réinsertion.

#### Centre de prévention contre la récidive
À partir de l'année 2010, Pierre Botton s'implique activement dans un projet de création d'un nouveau type d'établissement pénitentiaire porté par Les prisons de cœur. L'idée est de développer un centre pénitentiaire ouvert (avec des contraintes de surveillance allégées) pour les primo-condamnés à de courtes peines avec une prise en charge et un soutien aux détenus important, notamment sur les questions de formation professionnelle et d'emploi,. La construction d'un premier établissement d'une capacité de 120 détenus est prévue à Saint-Julien-sur-Suran mais plusieurs oppositions se cristallisent et font échouer le projet malgré le soutien des autorités locales,. Le caractère privé du projet et de ses soutiens, particulièrement financier ainsi que les relations entre Pierre Botton et Nicolas Sarkozy, inquiète des personnalités de l’administration pénitentiaire qui s'interrogent sur la nature du projet et estiment les mesures de sécurité insuffisantes (exemple : effectifs de surveillance).
Abandonné, le projet initial évolue et se transforme en un centre de prévention de la récidive qui doit jouxter le centre pénitentiaire de Saint Quentin Fallavier (Isère). Ce centre, dont l'ouverture est prévue pour, avril 2015, doit accueillir un projet de partenariat avec de grandes entreprises comme Schneider Electric, Axa ou Total. L'objectif est toujours d'encourager la formation professionnelle, d'aider l'insertion professionnelle une fois la liberté retrouvée et d'alléger le régime de détention pour les primo-condamnés à de courts peines. Une cellule d'aide psychologique (fonctionnant y compris pour les détenus libérés) et des activités de développement personnel (alphabétisation, cours de conduite, ...) sont envisagées. Au printemps 2015, une expérimentation de 3 mois pour ce type de centre débute à Saint-Quentin Fallavier.

### Signification et compréhension de la peine
Pierre Botton met régulièrement en avant l'importance de son expérience carcérale pour retrouver des valeurs plus épanouissantes[pas clair]. Il insiste donc sur la « réhabilitation personnelle » rendue possible par la condamnation et la détention[pas clair]. Cette approche lui permet de faire le lien avec la prévention de la récidive.À l'opposé, cette perspective l'éloigne d'une vision du monde carcéral fondée sur la seule neutralisation des détenus. Il rappelle ainsi que la peine subie par les détenus n'est pas d'être atteint dans leur dignité et humilié mais d'être privé de certaines libertés[pas clair].
Donner du sens à une peine et une détention s'avère être un processus personnel long[Interprétation personnelle ?]. Ainsi, bien que près de vingt années se soient écoulées depuis sa sortie, cette période de sa vie est encore très présente[Interprétation personnelle ?]. Il considère que l'expérience carcérale marque profondément la personnalité et modifie l'attitude des personnes par rapport au temps qui passe d'une manière ambivalente : une fois libéré, l'envie de « rattraper le temps » est très forte mais les personnes développent également une capacité d'attente passive importante[réf. souhaitée].
En novembre 2023 il publie chez Robert Laffont "QB4,Ce qui se passe en prison est pire que ce que vous croyez". Pierre Botton partage son expérience de réincarcération, 25 ans après sa première détention, dans la même cellule du quartier dit VIP de la maison d'arrêt de la Santé, désormais appelé QB4. Il y décrit une réalité carcérale profondément transformée, le quartier QB4 n’est plus une zone de "privilégiés", mais un lieu où sont désormais enfermés des détenus aux profils bien plus violents et dangereux. Il dénonce la façon dont les prisons françaises gèrent la violence, le trafic de drogues, et les inégalités au sein des établissements.
En parallèle, la série documentaire "Dedans" dont il est l'auteur est diffusée sur Canal+. Composée de quatre épisodes thématiques, elle offre une immersion authentique dans le quotidien des prisons françaises, tout en mettant en évidence les défis et les dysfonctionnements du système pénitentiaire.
1. Club Med : l'épisode aborde la prolifération et l'utilisation généralisée des téléphones portables en prison, bien que leur possession soit interdite. Certains détenus sont très actifs sur les réseaux sociaux, publiant régulièrement des contenus sur Instagram ou TikTok.
2. Paradis artificiels : l'épisode met en lumière l'omniprésence des drogues en prison, notamment du cannabis, qui enferme de nombreux détenus dans une spirale de dépendance et de désespoir. Il explore les défis liés au contrôle du trafic de stupéfiants au sein des établissements pénitentiaires, en soulignant l'utilisation croissante de drones pour les livraisons illégales.
3. Violences et rédemption : la violence est quotidienne en milieu carcéral, elle est marquée par des bagarres incessantes, des guerres de territoire et des luttes pour le pouvoir entre les détenus eux-mêmes. Pour survivre, chacun doit développer ses propres mécanismes de défense, que ce soit en adoptant une attitude agressive ou en se tournant vers la religion pour trouver refuge, protection et réconfort.
4. Amour et famille : l'incarcération affecte profondément les proches des détenus. Les familles affrontent un véritable parcours du combattant lors de chaque visite et pour maintenir le lien avec leurs proches emprisonnés.

En 2025, dans un nouvel ouvrage "Quand les détenus font la loi" également publié par les Éditions Robert Laffont, Pierre Botton alerte sur l'insécurité qui règne dans les prisons françaises. Témoin de situations d'intimidation de la part des détenus à l'encontre des surveillants, il expose cette vérité consternante : le rapport de force s'est inversé et la peur a changé de champ.
Son dernier documentaire "Dehors" réalisé par Gaël Mocaër pour Canal+ est sorti en janvier 2025. Pierre Botton explore des modèles pénitentiaires innovants en Europe, visant à améliorer les conditions de détention et à réduire la récidive. Le premier arrêt du documentaire est en Suède, où il visite la prison ouverte d’Asptuna. Dans cet établissement sans murs ni barreaux, les détenus sont répartis par maisonnettes de 12 à 24 personnes et peuvent évoluer librement sur le site. La journée des prisonniers est structurée par un emploi, ils ont également l'opportunité d'apprendre un nouveau métier. Ses échanges avec le directeur de l'établissement pénitencier confirment sa position sur la vertu du travail. Le cadre champêtre dans lequel évolue les détenus favorise également un climat apaisé. Cependant, les détenus doivent respecter certaines règles et avoir une attitude respectueuse sous peine de retour dans une prison plus stricte. En Suisse, il se rend à la prison de Witzwil, dans le canton de Berne, qui combine détention et agriculture. Les deux modèles de détention présentés ci-dessus repose sur des principes de travail, d'autonomie et de responsabilisation, en opposition avec un enfermement "passif". Pierre Botton achève ses visites à la prison catalane de Brians où la mixité est instaurée. Les hommes et femmes y partagent repas, activités et formations bien que leurs cellules restent séparées. Cette organisation favoriserait la diminution des viols et violences conjugales lors du retour à la vie "libre". Il interviewe Judith, une détenue qu'un système plus classique aurait anéantie selon ses dires. Ce documentaire propose une réflexion sur le système carcéral français. Les différentes alternatives présentées permettraient de limiter la "marginalité" des détenus pendant leur incarcération et de favoriser la réinsertion de ces derniers au moment de leur sortie.

### Apparitions récentes dans les médias
Ces dernières années, Pierre Botton a été invité dans des émissions télévisées et des talk-shows pour discuter de ses expériences personnelles, de sa réinsertion après sa condamnation, ainsi que de son expertise en matière de justice. Il a notamment fait une apparition dans l'émission "C dans l'air" sur France 5, le 25 janvier 2025. Il partage son analyse du système pénitentiaire français, qu’il considère comme en crise et expose son opinion sur les réformes prévues par le garde des Sceaux Gérald Darmanin pour la gestion des détenus. Il a également mis en avant certains aspects problématiques, tels que l'introduction illégale de téléphones portables en prison et le trafic de drogue.
Quelques jours plus tard, il est l'invité de Cyril Hanouna dans "On marche sur la tête (émission de radio)". Au micro d'Europe 1, il raconte ses anecdotes en prison en insistant sur le fait que rien ne peut se passer sans la complicité des surveillants. Pour justifier ces accusations, il revient sur la polémique autour de la vidéo sur TikTok divulguant la présence d’une piscine gonflable dans l’enceinte de la prison. “Plus ils sont haut placés, plus c’est facile”, révèle Pierre Botton.

### Projet Saint-Laurent-Blangy
Inspiré par les idées de Robert Badinter, ancien ministre de la Justice connu pour son engagement en faveur de l'humanisation des prisons, Botton a proposé la création d'établissements pénitentiaires axés sur la réinsertion et la prévention de la récidive. La prison dont il est le concepteur voit le jour à Saint-Laurent-Blangy (62) sous le nom de programme Inserre (Innover par des Structures Expérimentales de Responsabilisation et de Réinsertion par l'Emploi). Ce projet vise à repenser le système pénitentiaire français en mettant l'accent sur la formation professionnelle et le travail des détenus. Les objectifs sont la prévention de la récidive en formant les détenus à des compétences professionnelles, à lutter contre la surpopulation carcérale en favorisant des alternatives axées sur la réinsertion et à faciliter l'accès à l'emploi pour les personnes détenues. Un des buts de ce projet est la réduction des coûts de détention en optimisant les ressources grâce à l'implication des détenus dans des activités productives.
L'établissement de Saint-Laurent-Blangy compte 180 places en cellules individuelles et cible des détenus volontaires, condamnés à des peines courtes (1 à 3 ans). L'approche innovante prévoit que 100% des détenus participent à des activités professionnelles ou de formation, en partenariat avec des entreprises locales et en cohérence avec les besoins du bassin d'emploi local. Chaque détenu bénéficiera d'un suivi personnalisé par un trinôme composé d'un surveillant, d'un conseiller d'insertion et d'un référent professionnel. Un "espace citoyen" sera également créé pour favoriser les échanges entre la prison et la communauté locale.
Ce projet expérimental est censé être mis en service en 2025. Il aspire à transformer le modèle carcéral traditionnel en plaçant la responsabilisation et la réinsertion au cœur du parcours pénitentiaire, avec l'ambition de servir de modèle pour de futures réformes du système pénitentiaire français.
Il est à cette occasion auteur de plusieurs interventions médiatiques : chez Télématin le 15 février 2024 ou il fustige les règles d'entrée dans les parloirs pour les femmes ou encore le 15 mars 2024 chez Laurence Ferrari sur Cnews, à la suite de l'attaque d'un convoi pénitentiaire ayant fait deux morts et trois blessés chez les surveillants en affirmant que les « surveillants sont de la chair à canon pour l'administration pénitentiaire ». Ses rapports avec le Garde des Sceaux Dupond-Moretti sont notoirement exécrables puisqu'il lui consacrera le chapitre 12 de son dernier ouvrage sous le titre " traitrator". Il poursuit inlassablement son combat pour une autre méthode d'exécution des peines, la sélection des détenus (rejoignant nombre de syndicats de surveillants) et une révolution dans la construction des établissements pénitentiaires.[Interprétation personnelle ?]

## Publications
- Lettre ouverte d'un bouc émissaire à Tapie Bernard et Charasse Michel, « ministres intègres », éditions Albin Michel, 1995  (ISBN 978-2-2260-7600-7)
- Mes chers amis, éditions Flammarion, 2000  (ISBN 978-2-0806-7822-5)
- Il y a toujours des complices…, éditions Flammarion, 2002  (ISBN 978-2-0806-8098-3)
- J'aime la vie Comment remonter la pente, éditions Flammarion, 2003  (ISBN 978-2-0806-8250-5)
- Moi, ancien détenu, bâtisseur de prisons nouvelles, éditions Pygmalion, 2012  (ISBN 978-2-7564-0705-0)
- QB4, éditions Robert Laffont, 2023.

- Quand les détenus font la loi, éditions Robert Laffont, 2025.